# Megafroneta gigas
Megafroneta gigas är en spindelart som beskrevs av A. David Blest 1979. Megafroneta gigas ingår i släktet Megafroneta och familjen täckvävarspindlar. Inga underarter finns listade i Catalogue of Life.